# 釜石信用金庫
釜石信用金庫(かまいししんようきんこ)はかつて岩手県釜石市にあった信用金庫。

## 破綻までの経緯
本店所在地で、釜石市の基幹産業である新日本製鐵釜石製鐵所の経営合理化や高炉の休止、また、200海里問題以降の水産関連事業等の不振や、それらによる人口減少等で響き、主要の貸出先が経営危機に陥り、不稼働資産が増加して、当信金の経営内容が悪化した。
このため、1993年に経営破綻（破綻金融機関整理番号：3号）し、岩手銀行を中心とした6金融機関などに事業を譲渡して消滅した。

## 沿革
- 1993年
  - 5月24日 - 事業を岩手銀行等へ譲渡することで合意。
  - 10月1日 - 6金融機関へ事業譲渡。

## 事業譲渡を行った金融機関
- 岩手銀行
- 東北銀行
- 北日本銀行
- 盛岡信用金庫
- 宮古信用金庫
- 一関信用金庫